# Belin (priimek)
Belin je priimek več oseb:  
- Cvetka Klančnik - Belin (1931—1977), slovenska jadralna pilotka
- Joannis A. Belin, rimskokatoliški škof ??
- Édouard-Joseph Belin (1821—1892), belgijski rimskokatoliški škof